# افسانه‌های مورتال کامبت: انتقام اسکورپیون
افسانه‌های مورتال کامبت: انتقام اسکورپیون (به انگلیسی: Mortal Kombat Legends: Scorpion's Revenge) یک فیلم ویدئویی رزمی پویانمایی بزرگسالان محصول سال ۲۰۲۰ آمریکا است که بر اساس فرنچایز مورتال کامبت اثر اد بون و جان توبایاس ساخته شده‌است.

## بازیگران
- پاتریک سیتز به عنوان هانزو هاساشی / اسکورپیون
- استیون بلوم به عنوان بی-هان / ساب-زیرو
- جوردن رودریگز به عنوان لیو کانگ
- دارین دو پاول به عنوان کوان چی
- جوئل مک‌هال به عنوان جانی کیج
- جنیفر کارپنتر به عنوان سونیا بلید
- آرت باتلر به عنوان شنگ سونگ
- رابین اتکین داونز به عنوان کینو، شیناک
- دیو ب میچل به عنوان ریدن
- ایکه امادی به عنوان جکسون «جکس» بریگز
- کوین مایکل ریچاردسون به عنوان گورو
- گری گریفین به عنوان کیتانا، ساتوشی هاساشی
- فرد تاتاسیور به عنوان شائو کان

## تولید
اولین تریلر این پویانمایی، در تاریخ ۲۸ ژانویه سال ۲۰۲۰ به صورت آنلاین منتشر شد. تریلر باند قرمز برای این فیلم در تاریخ ۸ مارس ۲۰۲۰ در مسابقات «فینال کامبت» به دنبال اولین تریلر بازی مورتال کامبت ۱۱ مبارز مهمان، اسپاون اکران شد.

## بازخورد
در راتن تومیتوز، این پویانمایی دارای رتبه تصویب ۸۸٪ بر اساس ۱۶ بررسی، با میانگین امتیاز ۷/۱۰ است.